# 雷丁·印甸二世国际机场
雷丁·印甸二世国际机场是印度尼西亚楠榜省班达楠榜的一座机场。机场名称来源于末任楠榜苏丹雷丁·印甸二世。机场坐落在班达楠榜西北部的南楠榜县境内，是楠榜省内目前唯一的商业机场。
楠榜省政府正在进行将班达楠榜机场升格为国际机场的工作，省政府希望在2018年朝觐季时将班达楠榜机场从朝觐登机机场升格为完全朝觐机场。这样2018年开始，来自楠榜省的朝觐者将可以从班达楠榜机场直接飞往麦加。

## 历史

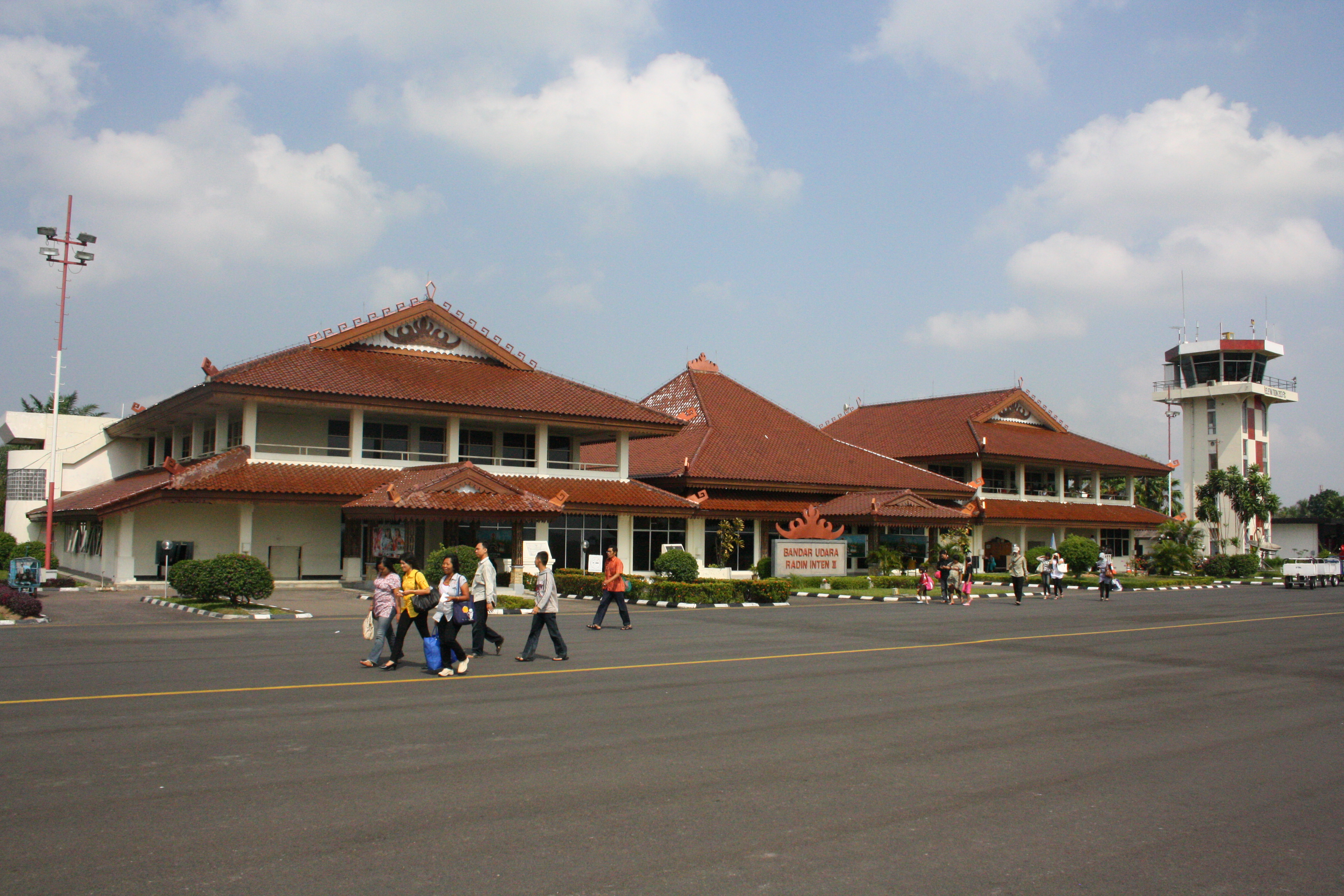
雷丁·印甸二世国际机场的旧航站楼

雷丁·印甸二世国际机场原名布兰迪机场（Branti），最初由大日本帝国在第二次世界大战中期的1942年建造，作为空军基地用以打击同盟国。印度尼西亚独立后，机场被印尼空军接管，直到这时机场也没有开通任何商业航班。1955年，机场转交印尼交通部管理，驻扎班达楠榜机场的印尼空军移驻位于北楠榜县门加拉（Menggala）的阿斯特拉·克赛特拉空军基地。
1976年，机场跑道和停机坪的建设工程完成，1976年6月投入使用，运营福克F28型客机。1984至1987年间，跑道延长330米，长度达到1,850米。1995年5月22日，一座新的航站楼完工，机场名称从布兰迪机场更名为雷丁·印甸二世机场。

## 航空公司和目的地
| 航空公司                                      | 目的地                          |
| --------------------------------------------- | ------------------------------- |
| 巴泽航空                                      | 雅加达-哈林、雅加达-苏哈        |
| 嘉鲁达印尼航空                                | 雅加达-苏哈                     |
| 嘉鲁达印尼航空 由探索航空和探索喷射机航空运营 | 万隆、巨港                      |
| 狮子航空                                      | 巴淡岛、雅加达-苏哈、泗水       |
| 楠航空                                        | 雅加达-苏哈                     |
| 三佛齐航空                                    | 巴淡岛、雅加达-苏哈、泗水、日惹 |
| 翎亞航空                                      | 萬隆-戈達查帝                   |
| 飞翼航空                                      | 万隆、明古鲁、巨港、占碑        |